# معركة ديموتيقة

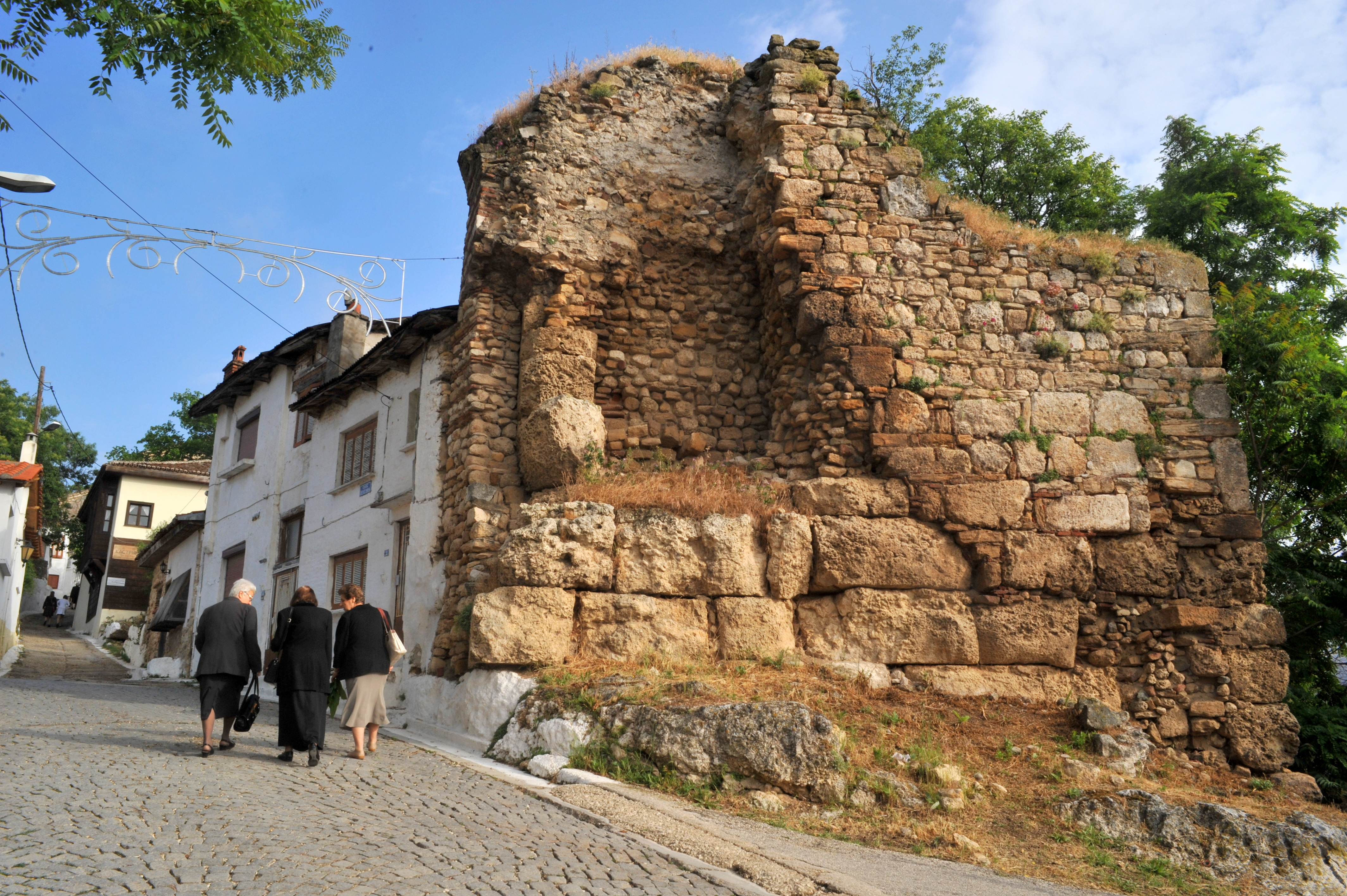
جدار قلعة في ديموتيقية

معركة ديموتيقة هي معركة دارت خلال الحرب الأهلية البيزنطية التي بدأت عام 1352، بين قوات الإمبراطورية العثمانية والقوات التابعة للإمبراطورية الصربية والإمبراطورية البلغارية الثانية. حصل جون باليولوجوس على مساعدة صربيا، بينما طلب جون كانتاكوزينوس المساعدة من أورهان الأول، الباي العثماني. سار كانتاكوزينوس إلى تراقيا لإنقاذ ابنه، ماثيو، الذي تعرض لهجوم من قبل باليولوجوس بعد فترة وجيزة من إعطائه هذه الوصية ثم رفض الاعتراف بجون باليولوجوس وريثًا للعرش.
استعادت القوات العثمانية بعض المدن التي استسلمت لجون باليولوجوس، وسمحت كانتاكوزينوس للقوات بنهب المدن، بما في ذلك أدرانوبل، لذلك بدا أن كانتاكوزينوس كان يهزم جون باليولوجوس، الذي انسحب إلى صربيا. أرسل الإمبراطور ستيفان دوسان إلى باليولوج قوة من سلاح الفرسان قوامها 4000 أو 6000 تحت قيادة جراديسلاف بوريلوفيتش بينما أمد أورهان الأول كانتاكوزينوس بـ 10000 فارس. كما أرسل القيصر البلغاري إيفان ألكسندر عددًا غير معروف من القوات لدعم باليولوجوس ودوسان. التقى الجيشان في معركة مفتوحة بالقرب من ديموتيقة (ديديموتيشو الحديثة) في أكتوبر 1352، والتي ستقرر مصير الإمبراطورية البيزنطية، دون تدخل مباشر من البيزنطيين. هزم العثمانيون عددًا أكبر من الصرب، واحتفظ كانتاكوزينوس بالسلطة، بينما هرب باليولوجوس إلى البندقية. وفقًا لكانتاكوزينوس، سقط حوالي 7000 صربي في المعركة (تعتبر مبالغًا فيها)، في حين ذكر نيكيفوروس جريجوراس (1295–1360) أن العدد كان 4000. كانت المعركة أول معركة كبرى للعثمانيين على الأراضي الأوروبية، وجعلت ستيفان دوسان يدرك التهديد الرئيسي للعثمانيين لأوروبا الشرقية.